# Сан-Джованни-ин-Валле
Сан-Джованни-ин-Валле (итал. La Chiesa di San Giovanni in Valle — «церковь Святого Иоанна в долине») — католическая церковь в городе Верона (Италия). Построена после землетрясения 1117 года на месте храма VIII века, построенного на месте раннехристианского кладбища. Церковь сильно пострадала во время Второй мировой войны, а затем была полностью восстановлена.
Здание построено из туфа в романском стиле. Фасад украшен двустворчатым окном и портиком с фреской «Мадонна со святыми» (Стефано да Верона, первая половина XV века). К храму примыкают фрагменты клуатра и колокольня со звонницей, построенная в XVIII веке. Главная апсида церкви снаружи украшена фризом с изображением охотничьей сцены.
Церковь трёхнефная. Особенностью является то, что центральный неф заметно уже боковых. Нефы разделены рядом пилястр и колонн. Под основным пространством храма расположена нижняя церковь (крипта) в которой сохранилась каменная кладка постройки VIII века. В крипте находятся два римских саркофага IV века. В конце XIV века на их крышки были добавлены готические изображения апостолов.